# 2022-es Formula–1 szaúd-arábiai nagydíj
A szaúd-arábiai nagydíj a 2022-es Formula–1 világbajnokság második futama volt, amelyet 2022. március 25. és március 27. között rendeztek meg a Jeddah Street Circuit versenypályán, Dzsidda városában.

## Választható keverékek
| Abroncs              | Friss | Használt |
| -------------------- | ----- | -------- |
| Kemény keverék (C2)  |       |          |
| Közepes keverék (C3) |       |          |
| Lágy keverék (C4)    |       |          |
| Átmeneti esőgumi (I) |       |          |
| Teljes esőgumi (W)   |       |          |

## Szabadedzések

### Első szabadedzés
A szaúd-arábiai nagydíj első szabadedzését március 25-én, pénteken délután tartották, magyar idő szerint 15:00-tól.
| helyezés | versenyző        | csapat/motor          | elért idő  | különbség | futott kör |
| -------- | ---------------- | --------------------- | ---------- | --------- | ---------- |
| 1        | Charles Leclerc  | Ferrari               | 1:30,772   | −         | 17         |
| 2        | Max Verstappen   | Red Bull-RBPT         | 1:30.,888  | +0,116    | 24         |
| 3        | Valtteri Bottas  | Alfa Romeo-Ferrari    | 1:31,084   | +0,312    | 22         |
| 4        | Carlos Sainz Jr. | Ferrari               | 1:31,139   | +0,367    | 14         |
| 5        | Pierre Gasly     | AlphaTauri-RBPT       | 1:31,317   | +0,545    | 28         |
| 6        | Cunoda Júki      | AlphaTauri-RBPT       | 1:31,505   | +0,733    | 26         |
| 7        | Sergio Pérez     | Red Bull-RBPT         | 1:31,563   | +0,791    | 25         |
| 8        | Esteban Ocon     | Alpine-Renault        | 1:32,026   | +1,254    | 26         |
| 9        | Lewis Hamilton   | Mercedes              | 1:32,364   | +1,592    | 20         |
| 10       | Fernando Alonso  | Alpine-Renault        | 1:32,381   | +1,609    | 23         |
| 11       | Daniel Ricciardo | McLaren-Mercedes      | 1:32,506   | +1,734    | 24         |
| 12       | Lance Stroll     | Aston Martin-Mercedes | 1:32,582   | +1,810    | 23         |
| 13       | Lando Norris     | McLaren-Mercedes      | 1:32,594   | +1,822    | 24         |
| 14       | Csou Kuan-jü     | Alfa Romeo-Ferrari    | 1:32,608   | +1,836    | 26         |
| 15       | George Russell   | Mercedes              | 1:32,839   | +2,067    | 19         |
| 16       | Nico Hülkenberg  | Aston Martin-Mercedes | 1:33,034   | +2,262    | 23         |
| 17       | Alexander Albon  | Williams-Mercedes     | 1:33,087   | +2,315    | 25         |
| 18       | Nicholas Latifi  | Williams-Mercedes     | 1:33.529   | +2,757    | 26         |
| 19       | Mick Schumacher  | Haas-Ferrari          | 1:34,429   | +3,657    | 22         |
| 20       | Kevin Magnussen  | Haas-Ferrari          | idő nélkül |           | 2          |

### Második szabadedzés
A szaúd-arábiai nagydíj második szabadedzését március 25-én, pénteken délután tartották, magyar idő szerint 18:00-tól.
| helyezés | versenyző        | csapat/motor          | elért idő | különbség | futott kör |
| -------- | ---------------- | --------------------- | --------- | --------- | ---------- |
| 1        | Charles Leclerc  | Ferrari               | 1:30,074  | −         | 15         |
| 2        | Max Verstappen   | Red Bull-RBPT         | 1:30,214  | +0,140    | 23         |
| 3        | Carlos Sainz Jr. | Ferrari               | 1:30,320  | +0,246    | 12         |
| 4        | Sergio Pérez     | Red Bull-RBPT         | 1:30,360  | +0,286    | 24         |
| 5        | Lewis Hamilton   | Mercedes              | 1:30,513  | +0,439    | 24         |
| 6        | George Russell   | Mercedes              | 1:30,664  | +0,590    | 26         |
| 7        | Lando Norris     | McLaren-Mercedes      | 1:30,735  | +0,661    | 26         |
| 8        | Esteban Ocon     | Alpine-Renault        | 1:30,760  | +0,686    | 26         |
| 9        | Valtteri Bottas  | Alfa Romeo-Ferrari    | 1:30,832  | +0,758    | 14         |
| 10       | Cunoda Júki      | AlphaTauri-RBPT       | 1:30,886  | +0,812    | 26         |
| 11       | Fernando Alonso  | Alpine-Renault        | 1:30,944  | +0,870    | 27         |
| 12       | Pierre Gasly     | AlphaTauri-RBPT       | 1:30,963  | +0,889    | 29         |
| 13       | Mick Schumacher  | Haas-Ferrari          | 1:31,169  | +1,095    | 27         |
| 14       | Lance Stroll     | Aston Martin-Mercedes | 1:31,372  | +1,298    | 28         |
| 15       | Daniel Ricciardo | McLaren-Mercedes      | 1:31,527  | +1,453    | 23         |
| 16       | Nico Hülkenberg  | Aston Martin-Mercedes | 1:31,615  | +1,541    | 30         |
| 17       | Csou Kuan-jü     | Alfa Romeo-Ferrari    | 1:31,615  | +1,541    | 27         |
| 18       | Nicholas Latifi  | Williams-Mercedes     | 1:31,814  | +1,740    | 26         |
| 19       | Alexander Albon  | Williams-Mercedes     | 1:31,866  | +1,792    | 29         |
| 20       | Kevin Magnussen  | Haas-Ferrari          | 1:32,344  | +2,270    | 13         |

### Harmadik szabadedzés
A szaúd-arábiai nagydíj harmadik szabadedzését március 26-án, szombaton délután tartották, magyar idő szerint 15:00-tól.
| helyezés | versenyző        | csapat/motor          | elért idő | különbség | futott kör |
| -------- | ---------------- | --------------------- | --------- | --------- | ---------- |
| 1        | Charles Leclerc  | Ferrari               | 1:29,735  | −         | 23         |
| 2        | Max Verstappen   | Red Bull-RBPT         | 1:29,768  | +0,033    | 12         |
| 3        | Sergio Pérez     | Red Bull-RBPT         | 1:29,833  | +0,098    | 16         |
| 4        | Carlos Sainz Jr. | Ferrari               | 1:30,009  | +0,274    | 22         |
| 5        | Valtteri Bottas  | Alfa Romeo-Ferrari    | 1:30,030  | +0,295    | 22         |
| 6        | Esteban Ocon     | Alpine-Renault        | 1:30,139  | +0,404    | 16         |
| 7        | Pierre Gasly     | AlphaTauri-RBPT       | 1:30,148  | +0,413    | 11         |
| 8        | Kevin Magnussen  | Haas-Ferrari          | 1:30,262  | +0,527    | 18         |
| 9        | Fernando Alonso  | Alpine-Renault        | 1:30,296  | +0,561    | 17         |
| 10       | Cunoda Júki      | AlphaTauri-RBPT       | 1:30,415  | +0,680    | 19         |
| 11       | Lewis Hamilton   | Mercedes              | 1:30,707  | +0,972    | 17         |
| 12       | Mick Schumacher  | Haas-Ferrari          | 1:30,765  | +1,030    | 17         |
| 13       | Csou Kuan-jü     | Alfa Romeo-Ferrari    | 1:30,946  | +1,211    | 20         |
| 14       | George Russell   | Mercedes              | 1:30,983  | +1,248    | 15         |
| 15       | Lance Stroll     | Aston Martin-Mercedes | 1:31,067  | +1,332    | 18         |
| 16       | Daniel Ricciardo | McLaren-Mercedes      | 1:31,186  | +1,451    | 16         |
| 17       | Alexander Albon  | Williams-Mercedes     | 1:31,374  | +1,639    | 16         |
| 18       | Nico Hülkenberg  | Aston Martin-Mercedes | 1:31,424  | +1,689    | 18         |
| 19       | Lando Norris     | McLaren-Mercedes      | 1:31,529  | +1,794    | 17         |
| 20       | Nicholas Latifi  | Williams-Mercedes     | 1:31,992  | +2,257    | 13         |

## Időmérő edzés
A szaúd-arábiai időmérő edzését március 26-án, szombat délután tartották, magyar idő szerint 18:00-tól.
| helyezés              | rajtszám | versenyző        | csapat/motor          | 1. rész    | 2. rész  | 3. rész  | rajthely | futott kör |
| --------------------- | -------- | ---------------- | --------------------- | ---------- | -------- | -------- | -------- | ---------- |
| 1                     | 11       | Sergio Pérez     | Red Bull-RBPT         | 1:29,705   | 1:28,924 | 1:28,200 | 1        | 20         |
| 2                     | 16       | Charles Leclerc  | Ferrari               | 1:29,039   | 1:28,780 | 1:28,225 | 2        | 22         |
| 3                     | 55       | Carlos Sainz Jr. | Ferrari               | 1:28,855   | 1:28,686 | 1:28,402 | 3        | 23         |
| 4                     | 1        | Max Verstappen   | Red Bull-RBPT         | 1:28,928   | 1:28,945 | 1:28,461 | 4        | 22         |
| 5                     | 31       | Esteban Ocon     | Alpine-Renault        | 1:30,093   | 1:29,584 | 1:29,068 | 5        | 19         |
| 6                     | 63       | George Russell   | Mercedes              | 1:29,680   | 1:29,618 | 1:29,104 | 6        | 21         |
| 7                     | 14       | Fernando Alonso  | Alpine-Renault        | 1:29,978   | 1:29,295 | 1:29,147 | 7        | 20         |
| 8                     | 77       | Valtteri Bottas  | Alfa Romeo-Ferrari    | 1:29,683   | 1:29,404 | 1:29,183 | 8        | 22         |
| 9                     | 10       | Pierre Gasly     | AlphaTauri-RBPT       | 1:29,891   | 1:29,418 | 1:29,254 | 9        | 22         |
| 10                    | 20       | Kevin Magnussen  | Haas-Ferrari          | 1:29,831   | 1:29,546 | 1:29,588 | 10       | 24         |
| 11                    | 4        | Lando Norris     | McLaren-Mercedes      | 1:29,957   | 1:29,651 |          | 11       | 16         |
| 12                    | 3        | Daniel Ricciardo | McLaren-Mercedes      | 1:30,009   | 1:29,773 |          | 14[a]    | 17         |
| 13                    | 24       | Csou Kuan-jü     | Alfa Romeo-Ferrari    | 1:29,978   | 1:29,819 |          | 12       | 17         |
| 14                    | 47       | Mick Schumacher  | Haas-Ferrari          | 1:30,167   | 1:29,920 |          | —[b]     | 13         |
| 15                    | 18       | Lance Stroll     | Aston Martin-Mercedes | 1:30,256   | 1:31,009 |          | 13       | 15         |
| 16                    | 44       | Lewis Hamilton   | Mercedes              | 1:30,343   |          |          | 15       | 11         |
| 17                    | 23       | Alexander Albon  | Williams-Mercedes     | 1:30,492   |          |          | 16       | 9          |
| 18                    | 27       | Nico Hülkenberg  | Aston Martin-Mercedes | 1:30,534   |          |          | 17       | 10         |
| 19                    | 6        | Nicholas Latifi  | Williams-Mercedes     | 1:31,817   |          |          | 18       | 4          |
| 20                    | 22       | Cunoda Júki      | AlphaTauri-RBPT       | idő nélkül |          |          | 19[c]    | 2          |
| 107%-os idő: 1:35,271 |          |                  |                       |            |          |          |          |            |

Megjegyzések:
- ↑ a:  — Daniel Ricciardo 3 rajthelyes büntetést kapott, amiért feltartotta Esteban Ocont a Q2-ben.[4]
- ↑ b:  — Mick Schumacher az időmérő edzésen egy balesetet szenvedett, aminek következtében nem indult a vasárnapi futamon.[5][6]
- ↑ c:  — Cunoda Júki technikai probléma miatt kiállt, így nem tudott mért kört futni, de megkapta a rajtengedélyt a futamra.[7]

## Futam
A szaúd-arábiai nagydíj futama március 27-én, vasárnap délután tartották, magyar idő szerint 19:00-kor.
| helyezés | rajtszám | versenyző        | csapat/motor          | futott kör | idő/kiesés oka   | rajthely | pont  |
| -------- | -------- | ---------------- | --------------------- | ---------- | ---------------- | -------- | ----- |
| 1        | 1        | Max Verstappen   | Red Bull-RBPT         | 50         | 1:24:19,293      | 4        | 25    |
| 2        | 16       | Charles Leclerc  | Ferrari               | 50         | +0,549           | 2        | 19[a] |
| 3        | 55       | Carlos Sainz Jr. | Ferrari               | 50         | +8,097           | 3        | 15    |
| 4        | 11       | Sergio Pérez     | Red Bull-RBPT         | 50         | +10,800          | 1        | 12    |
| 5        | 63       | George Russell   | Mercedes              | 50         | +32,732          | 6        | 10    |
| 6        | 31       | Esteban Ocon     | Alpine-Renault        | 50         | +56,017          | 5        | 8     |
| 7        | 4        | Lando Norris     | McLaren-Mercedes      | 50         | +56,124          | 11       | 6     |
| 8        | 10       | Pierre Gasly     | AlphaTauri-RBPT       | 50         | +1:02,946        | 9        | 4     |
| 9        | 20       | Kevin Magnussen  | Haas-Ferrari          | 50         | +1:04,308        | 10       | 2     |
| 10       | 44       | Lewis Hamilton   | Mercedes              | 50         | +1:13,948        | 15       | 1     |
| 11       | 24       | Csou Kuan-jü     | Alfa Romeo-Ferrari    | 50         | +1:22,215        | 12       |       |
| 12       | 27       | Nico Hülkenberg  | Aston Martin-Mercedes | 50         | +1:31,742        | 17       |       |
| 13       | 18       | Lance Stroll     | Aston Martin-Mercedes | 49         | +1 kör           | 13       |       |
| 14[b]    | 23       | Alexander Albon  | Williams-Mercedes     | 47         | baleseti sérülés | 16       |       |
| Ki       | 77       | Valtteri Bottas  | Alfa Romeo-Ferrari    | 36         | erőforrás        | 18       |       |
| Ki       | 14       | Fernando Alonso  | Alpine-Renault        | 35         | erőforrás        | 7        |       |
| Ki       | 3        | Daniel Ricciardo | McLaren-Mercedes      | 35         | kuplung          | 14       |       |
| Ki       | 6        | Nicholas Latifi  | Williams-Mercedes     | 14         | baleset          | 18       |       |
| Ni[c]    | 22       | Cunoda Júki      | AlphaTauri-RBPT       |            | erőforrás        |          |       |
| Ni[d]    | 47       | Mick Schumacher  | Haas-Ferrari          |            | nem indult       |          |       |

Megjegyzések:
- ↑ a:  Charles Leclerc a helyezéséért járó pontok mellett a versenyben futott leggyorsabb körért további 1 pontot szerzett.
- ↑ b:  Alexander Albon nem fejezte be a futamot, de helyezését értékelték, mivel a versenytáv több, mint 90%-át teljesítette.[8]
- ↑ c:  Cunoda Júki nem tudott elrajtolni a versenyen, így a 19. rajtkocka üresen maradt.[8]
- ↑ d:  Mick Schumacher balesetet szenvedett az időmérő edzésen, aminek következtében nem indult a futamon.[6]

## A világbajnokság állása a verseny után
| H   | Versenyzők       | Pont | H   | Konstruktőrök         | Pont |
| --- | ---------------- | ---- | --- | --------------------- | ---- |
| 1.  | Charles Leclerc  | 45   | 1.  | Ferrari               | 78   |
| 2.  | Carlos Sainz Jr. | 33   | 2.  | Mercedes              | 38   |
| 3.  | Max Verstappen   | 25   | 3.  | Red Bull-RBPT         | 37   |
| 4.  | George Russell   | 22   | 4.  | Alpine-Renault        | 16   |
| 5.  | Lewis Hamilton   | 16   | 5.  | Haas-Ferrari          | 12   |
| 6.  | Esteban Ocon     | 14   | 6.  | Alfa Romeo-Ferrari    | 9    |
| 7.  | Sergio Pérez     | 12   | 7.  | AlphaTauri-RBPT       | 8    |
| 8.  | Kevin Magnussen  | 12   | 8.  | McLaren-Mercedes      | 1    |
| 9.  | Valtteri Bottas  | 8    | 9.  | Aston Martin-Mercedes | 0    |
| 10. | Lando Norris     | 1    | 10. | Williams-Mercedes     | 0    |

(A teljes táblázat)

## Statisztikák
- Vezető helyen:
  - Sergio Pérez: 14 kör (1-14)
  - Charles Leclerc: 30 kör (15-41 és 43-45)
  - Max Verstappen: 6 kör (42 és 46-50)
- Sergio Pérez 1. pole-pozíciója.
  - Sergio Pérez lett az első mexikói nemzetiségű Formula–1-es versenyző, aki pole pozícióból indulhatott, valamint 103. pole-pozíciósa.[9]
  - Mexikó a 23. ország, mely Formula–1-es rajtelsőséggel rendelkezik.[10]
- Max Verstappen 21. futamgyőzelme.
- Charles Leclerc 6. versenyben futott leggyorsabb köre.
- A Red Bull Racing 76. futamgyőzelme.
- Max Verstappen 61., Charles Leclerc 15., Carlos Sainz Jr. 8. dobogós helyezése.